# ماركوس ميرز
ماركوس ميرز (بالإسبانية: Marcos Miers) هو مدرب كرة قدم ولاعب كرة قدم باراغواياني في مركز الدفاع، ولد في 24 مارس 1990 في أسونسيون في باراغواي. لعب مع ناسيونال أسونسيون.

## وصلات خارجية
- ماركوس ميرز على موقع قاعدة بيانات كرة القدم.إي يو (الإنجليزية)
- ماركوس ميرز على موقع Soccerway.com (الإنجليزية)
- ماركوس ميرز على موقع عالم كرة القدم.نت (الإنجليزية)
- ماركوس ميرز على موقع AS.com (الإسبانية)